# Jonathan Espericueta
Jorge Jonathan Espericueta Escamilla, altresì noto come Jorge Espericueta (Monterrey, 9 agosto 1994), è un ex calciatore messicano, di ruolo centrocampista.

## Caratteristiche tecniche
Interno di centrocampo mancino, può avanzare al ruolo di trequartista o a quello di ala sinistra; dotato di un buon tiro da fuori area.

## Carriera
Con la maglia del Tigres UANL ha giocato 7 partite in CONCACAF Champions League e una in Coppa Libertadores.

## Palmarès

### Club

#### Competizioni nazionali
- Campionato messicano: 1

Tigres UANL: Apertura 2015

### Nazionale
- Campionato mondiale Under-17: 1

2011